# Diocèse d'Ecatepec
Le diocèse d'Ecatepec (en latin : Dioecesis Ecatepecensis ; en espagnol : Diócesis de Ecatepec) est un diocèse de l'Église catholique du Mexique, suffragant de l'archidiocèse de Tlalnepantla.

## Territoire

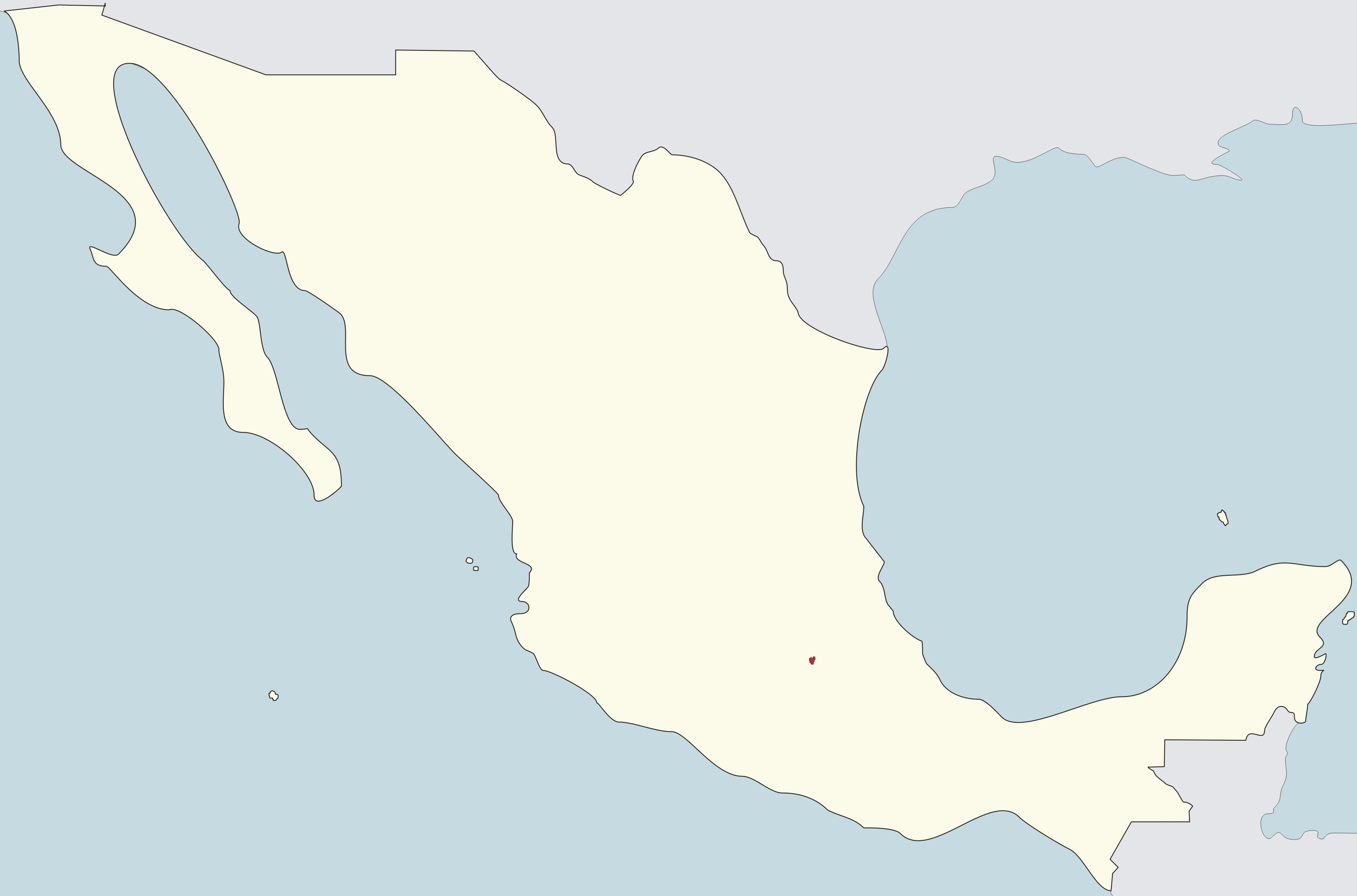
Diocèse d'Ecatepec en rouge sur la carte du Mexique

Il comprend les municipalités d'Ecatepec et la partie orientale de Tlalnepantla de Baz de l'État de Mexico ce qui correspond à un territoire d'une superficie de 204 km2 divisé en 100 paroisses.
Le siège épiscopal est dans la ville d'Ecatepec où se trouve la cathédrale du Sacré-Cœur de Jésus (es).

## Historique
Le diocèse est érigé le 28 juin 1995 par la constitution apostolique Ad curam pastoralem du pape Jean-Paul II en prenant une partie du territoire du diocèse de Texcoco et de l'archidiocèse de Tlalnepantla dont Ecatepec devient suffragant.

## Évêques
- Onésimo Cepeda Silva (28 juin 1995 - 7 mai 2012)
- Óscar Roberto Domínguez Couttolenc, M.G (17 juillet 2012 - 3 juillet 2024)